# Aysheaia
Aysheaia pedunculata
Genre
Espèce
Aysheaia  est un genre éteint d'onychophores marins au corps mou, en forme de « chenille ». La seule espèce attachée au genre est Aysheaia pedunculata.

## Distribution géographique
Retrouvés dans les schistes de Burgess du Cambrien moyen en Colombie-Britannique. Des formes similaires ont été retrouvées dans les schistes de Maotianshan en Chine.

## Description
Aysheaia a une taille moyenne entre 1 et 6 centimètres ; son corps est divisé en 10 segments, portant chacun une paire de pattes annelées et épineuses. L’extrémité antérieure n’apparaît pas nettement en tant que tête. Elle portait une seule paire d’appendices, très semblable aux autres par la forme et l’aspect annelé, mais attaché plus haut sur les flancs et dirigé latéralement. La bouche, en position terminale (un soupçon de bouche au milieu de la face frontale) s’entourait de six ou sept papilles. Les appendices céphaliques se terminaient par trois pointes épineuses et portaient trois épines supplémentaires le long de leur bord antérieur. Les extrémités des appendices du corps se terminaient par des bords arrondis, chacune portant un groupe de sept griffes incurvées. De grosses épines figuraient en outre sur le côté des appendices. Elles étaient absentes sur la première paire, pointent vers l’avant sur les paires 2 à 8, et vers l’arrière sur les paires 9 et 10.

## Mode de vie
Vu son association avec des restes d'éponges (spicules), il est généralement pensé que l'animal vivait sur ces dernières, et se serait protégé de ses prédateurs en se réfugiant dans les colonies. Il a probablement utilisé ses épines pour s'agripper aux éponges.
Ou peut-être était-il  un parasite.
Aysheaia employait probablement ses griffes pour s’accrocher et lacérer l’éponge puis en sucer les sucs nutritifs et en  extraire les tissus mous. Seulement 19 spécimens sont actuellement connus et on croit[Qui ?] que quelques insectes et mille-pattes actuels descendent d’Aysheaia.
Contrairement à plusieurs autres organismes du début du Cambrien, dont les liens de parentés sont obscurs et mystérieux, Aysheaia est remarquablement similaire aux animaux d'un embranchement moderne, les onychophores.